# Pałasz
La palash (pallasch in lingua tedesca, pałasz in lingua polacca, pallos in lingua ungherese) era un pesante costoliere in uso agli ussari alati, il corpo di cavalleria pesante d'élite della Confederazione Polacco-Lituana nel XVII secolo. Passata all'esercito russo nel XVIII secolo, l'arma divenne una pesante sciabola a lama diritta.

## Storia
Come altre spade da cavalleria sviluppatesi nei Balcani durante il Rinascimento, la palash derivò quasi certamente da un'arma dei turchi ottomani, la pala. La forma stessa dei primi esemplari di palash, con impugnatura marcatamente ricurva, ricorda molto da vicino quella delle spade da cavalleria a lama diritta, monofilare, in uso presso le popolazioni dell'Arabia prima dell'avvento dei turchi, fautori del diffondersi in Europa e nel Mediterraneo di spade simili alla scimitarra orientale. La punta marcata, ogivale, spesso con controtaglio affilato, della palash richiama però in modo diretto la classica spada medievale dell'occidente europeo, connaturando l'arma come un prodotto ibrido, quasi certamente sviluppato dagli armaioli del Regno d'Ungheria o del Regno di Polonia tra XV e XVI secolo.
La palash venne ampiamente utilizzata dagli ussari alati della Confederazione Polacco-Lituana per tutto il XVII secolo, già fautori del diffondersi in Europa della szabla, l'archetipo dal quale sarebbe originata la sciabola occidentale derivata dalla scimitarra orientale. Dai polacco-lituani, la palash passò in dotazione alle forze di cavalleria dei due potentati cristiani con cui la Confederazione si scontrava più di sovente: il Granducato di Moscovia ed il Regno di Svezia.
Gustavo II Adolfo di Svezia (1611-1632) ebbe modo di conoscere ed apprezzare gli effetti delle cariche di cavalieri armati di palash durante le Guerre del Nord. L'esito di questo contatto fu duplice: da una parte il sovrano svedese rivalutò l'uso delle forze di cavalleria in cariche all'arma bianca, a discapito del caracollo, quale elemento risolutivo delle battaglie (su tutte, fondamentale l'esempio della Battaglia di Breitenfeld (1631)), dall'altra, i successi degli svedesi contro le truppe dell'Impero germanico durante la Fase Svedese della Guerra dei Trent'anni diffusero la palash tra le forze di cavalleria dell'Europa Centrale, ove l'arma divenne però nota come squadrona.
L'esercito russo adottò la palash in pianta stabile circa un cinquantennio dopo la Svezia, al tempo dello zar Pietro il Grande (1682-1725) che ne fece l'arma d'ordinanza per i suoi dragoni. Numerose palash vennero acquistate per ordine diretto dello Tsar che curò poi di farne avviare la produzione all'interno dell'Impero russo. Tra il XVIII ed il XIX secolo la palash, divenne la spada d'ordinanza per tutta la cavalleria pesante russa. Ancora in uso durante la Guerra di Crimea (1853-1856), la palash finì con l'essere sostituita come arma di predilezione della cavalleria russa dalla shashka originaria della Circassia. Restò in uso presso gli ufficiali della marina militare russa.

## Costruzione
Le dimensioni della palash, standardizzata durante il regno della zarina Elisabetta I di Russia (1741-1762), erano 96 cm di lunghezza totale, con una lama di 84.5 cm, larga 4.5 cm, affilata solo su di un lato (modelli precedenti pare fossero affilati su entrambi i lati della lama), con punta più o meno accentuata a seconda dei modelli. L'elsa aveva guardia aperta, a crociera con bracci corti o a mezzaluna come una karabela, impugnatura curva e priva di pomolo. Il modello in uso presso gli ufficiali aveva guardia a coppa con fornimento simile a quello dello stocco, poi uniformato a quello delle altre sciabole.
Come la maggior parte delle armi dell'Europa Orientale, la palash era riccamente decorata da incisioni e pietre preziose, l'impugnatura ed il fodero realizzati in avorio o legno pregiato ornato di tarsie ecc.

## Galleria d'immagini

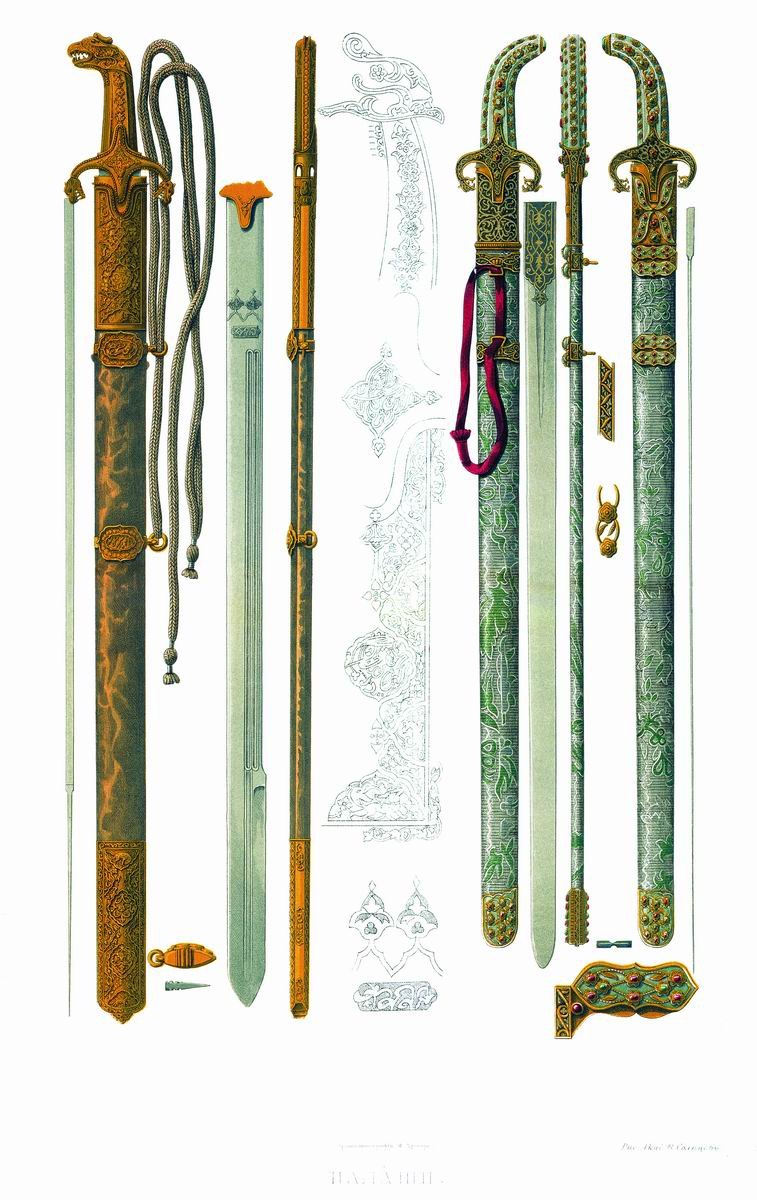
Pałasz - ill. Fëdor Solncev
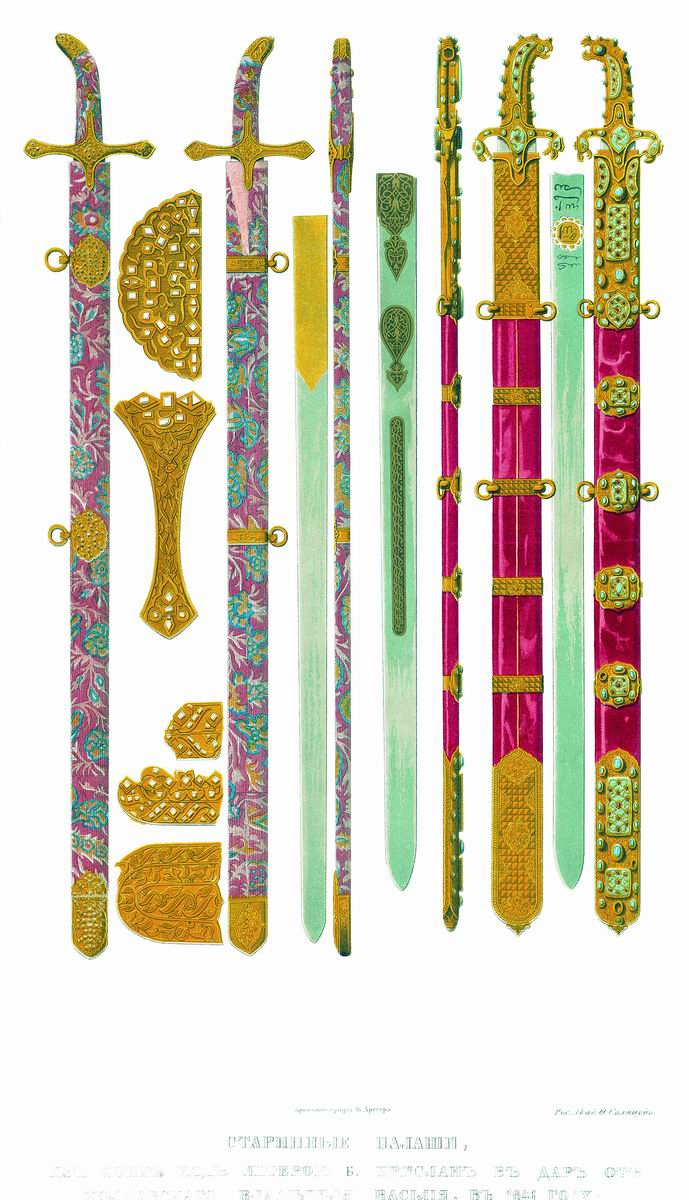
Idem
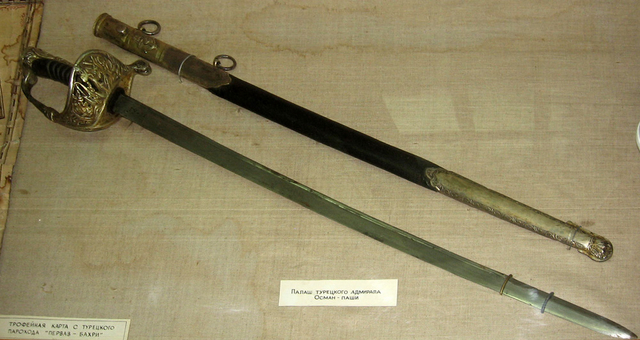
Palash del XVIII secolo con guardia da sciabola